# Snail Mail (певица)
Snail Mail (с англ. — «улиточная почта») — американский сольный инди-рок-проект певицы, автора песен и гитаристки Линдси Эрин Джордан (англ. Lindsey Erin Jordan; род. 16 июня 1999, Элликотт-Сити, Мэриленд, США). Джордан начала выступать под псевдонимом Snail Mail в 2015 году, когда ей было 15 лет. Годом позже она выпустила дебютный мини-альбом Habit, который принёс ей известность. В 2018 году на Matador издали её дебютный студийный альбом Lush, получивший восторженные отзывы от критиков. В 2021 году Джордан выпустила второй альбом, Valentine, также получивший признание критиков. В Pitchfork Snail Mail окрестили «ведущим инди-рокером следующего поколения».
В 2023 году редакция журнала Rolling Stone назвала Джордан 242-й лучшей гитаристкой всех времён.

## Ранние годы
Линдси Эрин Джордан выросла в Элликотт-Сити, пригороде Балтимора, штат Мэриленд. У её матери свой магазин нижнего белья, а отец занимается издательством учебных пособий. Линдси получила римско-католическое воспитание. Она играет на гитаре с пяти лет, а в подростковом возрасте увлеклась панк-музыкой. В восемь лет Линдси побывала на концерте рок-группы Paramore, у которых тогда было турне в поддержку альбома Riot! (2007). Этот опыт сильно повлиял на неё, настолько, что она захотела создать свою группу. Она играла на гитаре в церковной группе, а также в школьном джаз-бэнде. В 12 лет Линдси начала писать песни и выступать в ресторанах и кофейнях. В 2018 году Джордан приняли в колледж Сент-Джозефа в Бруклине, штат Нью-Йорк, но в итоге она решила не поступать и сосредоточиться на музыкальной карьере.

## Карьера

### 2015—2020: начало карьеры иLush

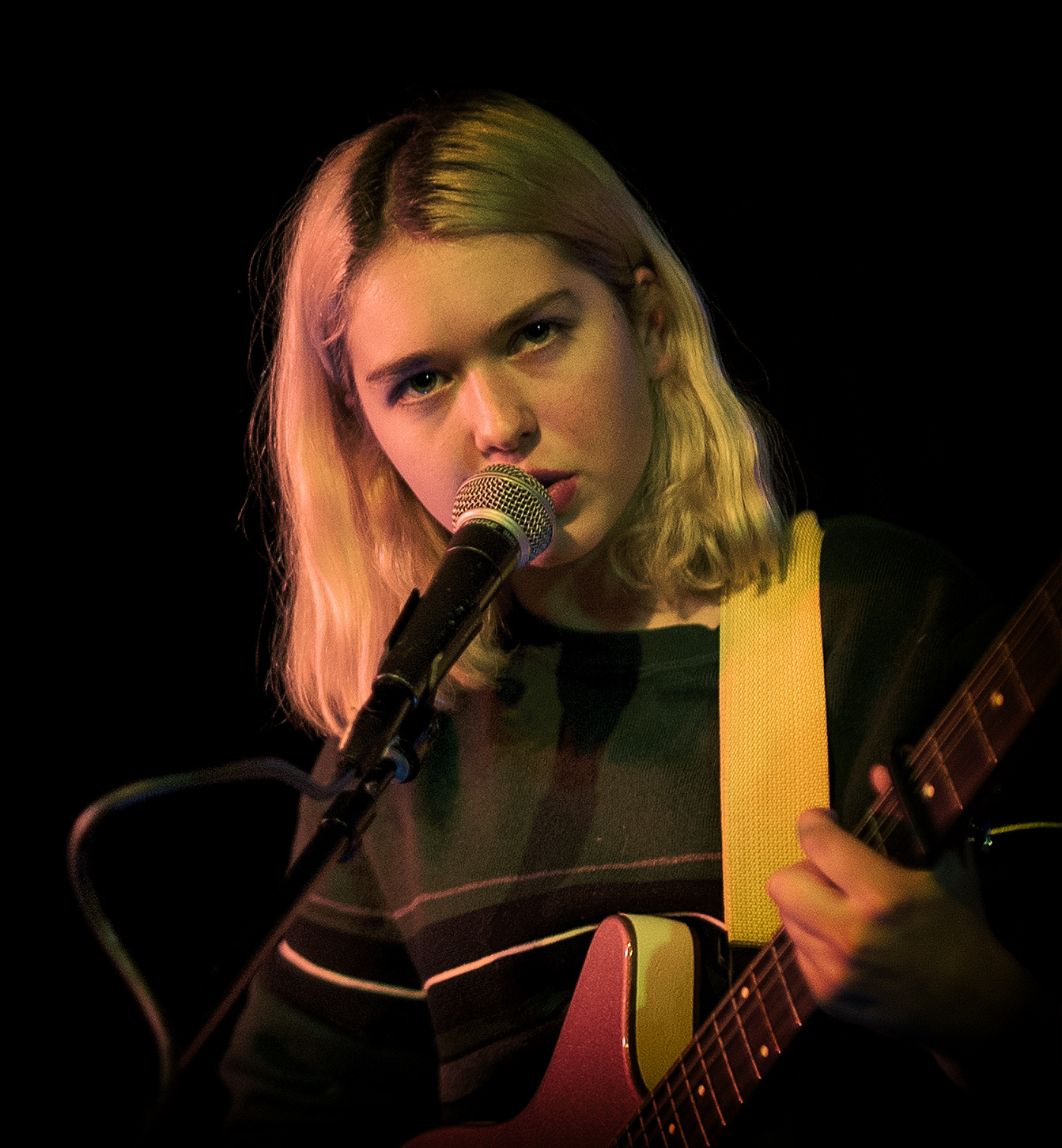
Snail Mail на выступлении в Вашингтоне, декабрь 2017 года

В 2015 году Джордан записала и выпустила мини-альбом Stick. Тогда Snail Mail была группой, в состав которой также входили бас-гитарист Райан Виейра и ударник Шон Дарем. В октябре того же года Джордан отыграла свой первый концерт — на фестивале Unregistered Nurse в Балтиморе, где в том же году выступали группы Sheer Mag, Screaming Females и Priests. Последних заинтересовало выступление Джордан, и вскоре они предложили девушке контракт со своим инди-лейблом Sister Polygon. К июлю 2016 года Линдси съездила в небольшое турне и в том же месяце на Sister Polygon был издан её дебютный мини-альбом Habit, спродюсированный G.L. Jaguar из Priests и Джейсоном Соважем из Coup Sauvage and the Snips. Мини-альбом из шести песен получил немалое освещение в независимой прессе, а в Pitchfork «Thinning» присвоили статус «лучшего нового трека».
На протяжении 2017 года Джордан много гастролировала по Северной Америке, выступая в основном на разогреве у Priests, Girlpool, Waxahatchee и Beach Fossils. Ей аккомпанировали бас-гитарист Алекс Басс и ударник Рэй Браун. В сентябре того года она подписала контракт на несколько альбомов с Matador, а также отыграла выступление для видео-серии концертов Tiny Desk Concerts, выпускаемой National Public Radio. В январе 2018 года Линдси отправилась в своё первое крупное турне. 8 июня был издан её дебютный альбом Lush, который получил восторженные отзывы от критиков. В 2019 году она посетила с концертами Новую Зеландию, Австралию и Канаду, где выступала на разогреве у Мака Демарко и Thundercat. В том же году она перезаписала свою песню «Pristine» на симлише для дополнения The Sims 4: Жизнь на острове. В июне на Matador был переиздан мини-альбом Habit; он появился на стриминговых сервисах в дополнении с кавер-версией «The 2nd Most Beautiful Girl in the World» группы Courtney Love (никак не относится к Кортни Лав).

### 2021—настоящее время:Valentineи дебют в кино

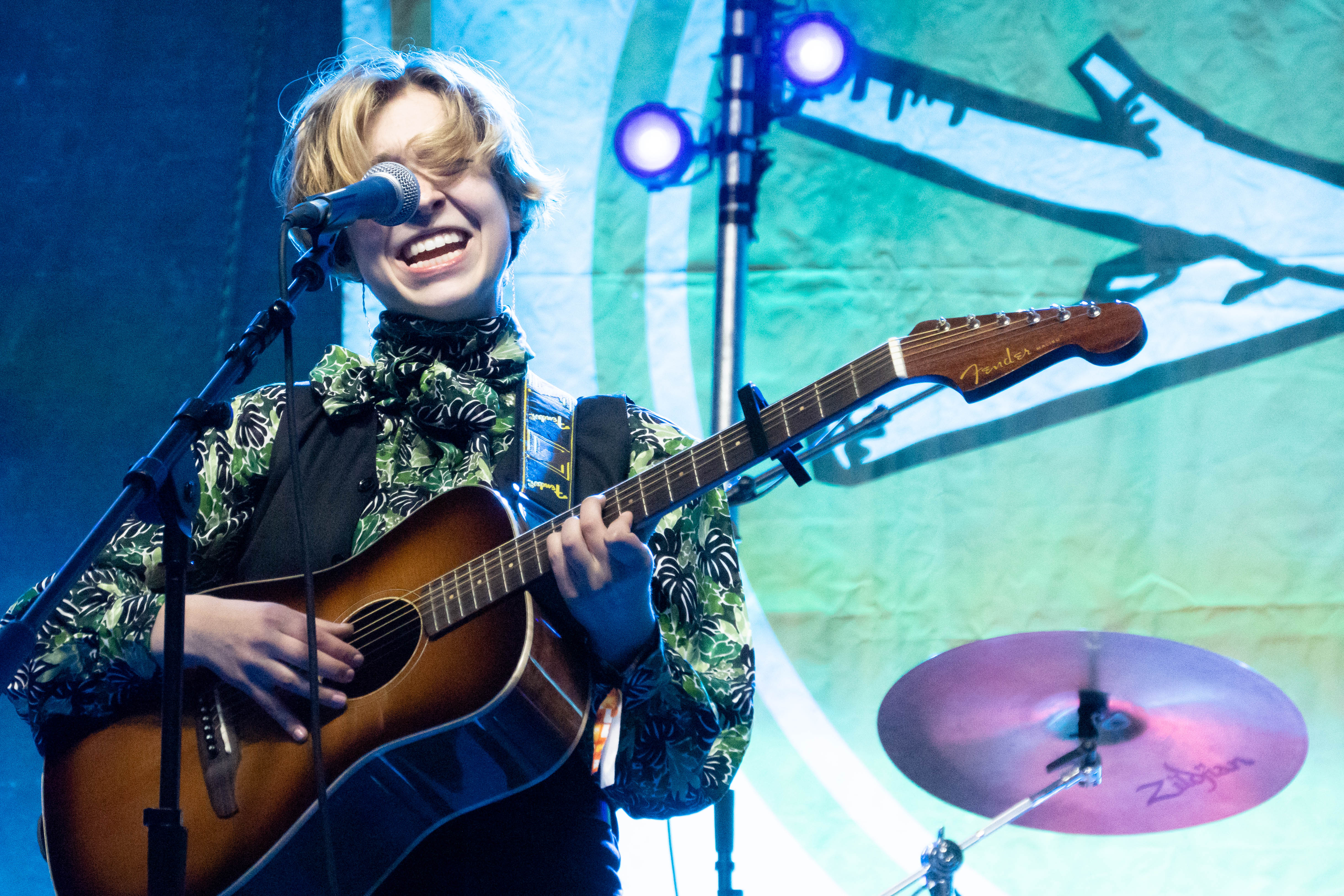
Snail Mail на концерте в 2022 году

5 ноября 2021 года Snail Mail выпустила свой второй альбом — Valentine. Пластинка получила восторженные отзывы от критиков, а в декабре была включена в ряд рейтингов лучших альбомов года. В одном интервью певица заметила: «Создавать Valentine было пока что самой сложной задачей в моей жизни. Я вложила всю свою душу в каждую мельчайшую деталь». Турне в поддержку альбома должно было начаться в том же ноябре. Концерты в Соединённых Штатах и Великобритании были перенесены, потому что у Джордан обнаружили полипы голосовых связок; ей требовалась операция, чтобы не нанести непоправимый ущерб голосу. В ноябре 2022 года Джордан объявила, что в феврале проведёт фестиваль Snail Mail’s Valentine Fest в Балтиморе. Он проходил в течение пяти дней в The Ottobar. Линдси обещала, что выступят несколько «невероятнейших» групп, которые она отбирала сама.
В апреле 2023 года Джордан выступила на фестивале Коачелла в Индио, Калифорния, на сцене Mojave Tent. В ноябре того же года выпустила мини-альбом Valentine (Demos), которые состоит из четырёх ранее не выпущенных демо-версий песен с альбома Valentine. В поддержку мини-альбома была выпущена песня «Easy Thing». В 2024 году Snail Mail дебютировала в кино. Певица исполнила роль Тары в фильме ужасов «Я видел свечение телевизора» (англ. I Saw the TV Glow), снятый Джейн Шёнбрун и спродюсированный Эммой Стоун. В прокат фильм выпустит студия A24.

## Личная жизнь
Джордан — открытая лесбиянка. В интервью The New Zealand Herald она рассказала, что развила себя как личность, пока принимала свою сексуальную ориентацию. Она также подчеркнула, что не любит отвечать на вопросы о своей ориентации и о том, «каково быть женщиной, да ещё и молодой. Для меня это никак не вяжется с музыкой». Джордан проживает в Нью-Йорке.

## Дискография

### Студийные альбомы
- 2018 — Lush
- 2021 — Valentine

### Мини-альбомы
- 2015 — Sticki
- 2016 — Habit[англ.]
- 2017 — Snail Mail on Audiotree Live
- 2022 — Spotify Singles
- 2023 — Valentine (Demos)

### Синглы
- 2018 — «Pristine»
- 2018 — «Heat Wave»
- 2018 — «Let’s Find an Out»
- 2019 — «The 2nd Most Beautiful Girl in The World»
- 2021 — «Valentine»
- 2021 — «Ben Franklin»
- 2021 — «Madonna»
- 2022 — «Adore You» (демо «Valentine»)
- 2023 — «Easy Thing»

## Фильмография
| Год  |   | Русское название            | Оригинальное название | Роль              |
| ---- | - | --------------------------- | --------------------- | ----------------- |
| 2024 | ф | Я видел свечение телевизора | I Saw the TV Glow     | Тара (англ. Tara) |

## Награды и номинации
| Год  | Премия        | Категория                        | Номинируемая работа | Результат | И.     |
| ---- | ------------- | -------------------------------- | ------------------- | --------- | ------ |
| 2019 | Libera Awards | Лучший рок-альбом                | Lush                | Номинация | [ 36 ] |
| 2019 | Libera Awards | Лучший новый исполнитль          | Lush                | Номинация | [ 36 ] |
| 2022 | Libera Awards | Альбом года                      | Valentine           | Номинация | [ 37 ] |
| 2022 | Libera Awards | Лучший альтернативный рок-альбом | Valentine           | Номинация | [ 37 ] |